# Seredyna-Buda (huyện)
Huyện Seredyna-Buda (tiếng Ukraina: Середино-Будський район, chuyển tự: Seredyna-Budas’kyi raion) là một huyện của tỉnh Sumy thuộc Ukraina. Huyện Seredyna-Buda có diện tích 1123 kilômét vuông, dân số theo điều tra dân số ngày 5 tháng 12 năm 2001 là 20799 người với mật độ 19 người/km2. Trung tâm huyện nằm ở Seredyna-Buda.